# Spider-Man: Niebieski
Spider-Man: Niebieski (ang. Spider-Man: Blue) – amerykańska sześciozeszytowa seria komiksowa autorstwa Jepha Loeba (scenariusz) i Tima Sale'a (rysunki), wydawana przez Marvel Comics od lipca 2002 do kwietnia 2003 roku. Po polsku ukazała się w wydaniu zbiorczym w 2014 roku w 33. tomie Wielkiej Kolekcji Komiksów Marvela.
Spider-Man: Niebieski jest częścią komiksowej tetralogii autorstwa Loeba i Sale'a, do której należą też Hulk: Szary, Daredevil: Żółty i Kapitan Ameryka: Biały.

## Fabuła
Seria powraca do ważnego okresu w życiu Spider-Mana, w którym był związany z Gwen Stacy. Historia rozpoczyna się w walentynki. Peter Parker buja się na pajęczynie w kierunku mostu, przy którym niegdyś z rąk Green Goblina zginęła jego pierwsza miłość. Bohater zostawia tam różę, a po powrocie do domu przypomina sobie, zwracając się do Gwen, to, co się wydarzyło (pierwotnie historia z The Amazing Spider-Man #40–49).